# Бугаков (село)
Бугаков (укр. Бугаків) — село в Немировском районе Винницкой области Украины.
Код КОАТУУ — 0523080701. Население по переписи 2001 года составляет 653 человека. Почтовый индекс — 22852. Телефонный код — 4331.
Занимает площадь 2,653 км².

## Адрес местного совета
22852, Винницкая область, Немировский р-н, с. Бугаков